# Длиннохвостая мышовка
Длиннохвостая мышовка (лат. Sicista caudata) — вид грызунов из семейства мышовковых (Zapodidae). Мелкие мышовки тела длиной 6—7 см c длинным тонким хвостом, в длину достигающим 10—11 см. Окрас монотонный — буро-серый, более светлый на брюшке и более темный на спине. От других видов мышовок изолированы географически. Хозяйственное значение зверька не изучено. Количество особей в популяции, вероятно, невелико.

## Распространение и образ жизни
Длиннохвостые мышовки обитают в Приморье, на севере Маньчжурии и на Сахалине, предпочитая темнохвойную тайгу. Единственный вид российских мышовок, представители которого устраивают гнезда в дуплах деревьев. Питаются преимущественно семенами. Активны ночью и в сумерках, проводя большую часть дня в неглубоких норах. Самки ежегодно приносят 4—6 детёнышей.